# L'Outremangeur
L'Outremangeur ('De overeter') is een Franse dramafilm uit 2003 onder regie van Thierry Binisti.

## Achtergrond
L'Outremangeur was de eerste langspeelfilm van regisseur Binisti, die ervoor al zeven kortfilms had gedraaid. De film is een bewerking van de gelijknamige strip van Tonino Benacquista (scenario) en Jacques Ferrandez (tekeningen).

## Verhaal
Hoofdinspecteur Richard Séléna van de politie van Marseille is een dwangmatige overeter. Hij wordt daarnaast achtervolgd door traumatische jeugdherinneringen. Wanneer Séléna een hartaanval krijgt, geven artsen hem nog een jaar te leven.
Hij verneemt dat de mooie schilderes Elsa haar oom Victor Lachaume, een reder, zou hebben vermoord. Séléna denkt hiervoor bewijs te hebben. Hoewel ze niet bekend, betwist ze de beschuldiging niet. Séléna eet nooit samen met iemand anders, want hij weet dat de aanblik misselijkmakend kan zijn. Hij stelt Elsa voor dat hij zijn mond zal houden, op voorwaarde dat ze een jaar lang elke avond van 21.00 tot 23.00 uur bij hem thuis komt eten. Hij eist strikte naleving van de afspraak. 
Een andere politieagent Marc, die verliefd is op Elsa, zet het onderzoek naar de moord voort. Hij verdenkt een onlangs ontslagen medewerker. Marc ontdekt Elsa's bezoeken aan de commissaris.
Het blijkt dat toen Séléna een kind was, zijn vader werd gearresteerd door de politie. Zijn jongere zus maakte op dat moment een dodelijke val voor zijn ogen.
Na een terugval in vraatzucht, valt Séléna van de trap. Wanneer Elsa hem daarna kust, opent hij zijn ogen. 

## Rolverdeling
- Éric Cantona als commissaris Séléna
- Rachida Brakni als Elsa
- Jocelyn Quivrin als Marc Brisset
- Richard Bohringer als Emile Lachaume
- Caroline Sihol als Anne Lachaume
- Jean-Michel Noirey als Benoît Collet
- Hubert Saint-Macary als rechter Salabert
- Valérie Messas als Clara Gauthier